# アナちゃん劇場
『アナちゃん劇場』（アナちゃんげきじょう）は、2002年10月7日から2003年3月28日まで日本テレビで放送されていた番宣番組である。
1日2回、昼の部と夜の部とに分けて放送。このうち昼の部は、系列局の鹿児島読売テレビでも放送されていた。

## 放送時間
いずれも日本標準時。
- 昼の部：月曜 - 金曜 15:50 - 16:00
- 夜の部：火曜 - 土曜 1:25 - 1:35 （月曜深夜 - 金曜深夜）

## スタッフ
- 構成：小山和行、近藤祐次
- チーフプロデューサー：城朋子
- プロデューサー：山口香代、武井泉、坂本水奈
- 演出：藤森和彦
- ディレクター：対馬敬、山本浩史、橋本達也、矢島理恵子
- アシスタントディレクター：宇津圭太、亀山悟
- 製作著作：日本テレビ
- 制作協力：東阪企画

| 日本テレビ 月曜15:50枠                                   | 日本テレビ 月曜15:50枠                                           | 日本テレビ 月曜15:50枠                                                  |
| 前番組                                                   | 番組名                                                           | 次番組                                                                  |
| -------------------------------------------------------- | ---------------------------------------------------------------- | ----------------------------------------------------------------------- |
| ステキにごはん（月曜） （2000年10月2日 - 2002年9月30日） | アナちゃん劇場 昼の部（月曜） （2002年10月7日 - 2003年3月24日）  | 汐留スタイル! （月曜） （2003年3月31日 - 2003年9月29日） ※15:50 - 17:00 |
| 日本テレビ 火曜15:50枠                                   |                                                                  |                                                                         |
| ステキにごはん（火曜） （2000年10月3日 - 2002年9月24日） | アナちゃん劇場 昼の部（火曜） （2002年10月8日 - 2003年3月25日）  | 汐留スタイル! （火曜） （2003年4月1日 - 2003年9月30日） ※15:50 - 17:00  |
| 日本テレビ 水曜15:50枠                                   |                                                                  |                                                                         |
| ステキにごはん（水曜） （2000年10月4日 - 2002年9月25日） | アナちゃん劇場 昼の部（水曜） （2002年10月9日 - 2003年3月26日）  | 汐留スタイル! （水曜） （2003年4月2日 - 2003年10月1日） ※15:50 - 17:00  |
| 日本テレビ 木曜15:50枠                                   |                                                                  |                                                                         |
| ステキにごはん（木曜） （2000年10月5日 - 2002年9月26日） | アナちゃん劇場 昼の部（木曜） （2002年10月10日 - 2003年3月27日） | 汐留スタイル! （木曜） （2003年4月3日 - 2003年10月2日） ※15:50 - 17:00  |
| 日本テレビ 金曜15:50枠                                   |                                                                  |                                                                         |
| ステキにごはん（金曜） （2000年10月6日 - 2002年9月27日） | アナちゃん劇場 昼の部（金曜） （2002年10月11日 - 2003年3月28日） | シオドメディア （2003年4月 - 2009年3月27日）                            |

| スタブアイコン | サブスタブ | この項目は、まだ閲覧者の調べものの参照としては役立たない、テレビ番組に関連した書きかけの項目です。この項目を加筆・訂正などしてくださる協力者を求めています（P:テレビ/PJ:放送または配信の番組）。 |